# Станкевичи (Брестская область)
Станке́вичи (бел. Станкевічы) — деревня в Городищенском сельсовете Барановичского района Брестской области Белоруссии. Население — 35 человек (2023).

## География
Расположена в 30,5 км по автодорогам к северу от центра Барановичей и в 4,5 км по автодорогам к юго-западу от центра сельсовета, городского посёлка Городище. Имеется молочно-товарная ферма. В деревне останавливается автобус № 205, связывающий Барановичи и Городище.

## Этимология
Ойконим Станкевичи образован от коллективного прозвища первых жителей в значении «потомки или подданные Станки». Антропоним Станка является усечённой народно-разговорной формой личного имени Станислав.

## История
Согласно переписи 1897 года — деревня Городищенской волости Новогрудского уезда Минской губернии, 30 дворов. В 1909 году — 47 дворов.
С 1921 года в составе Польши, в гмине Городище Новогрудского, с 1926 года Барановичского повета Новогрудского воеводства. По переписи 1921 года в деревне числилось 46 жилых и 4 прочих обитаемых здания, в которых проживало 269 человек (128 мужчин, 141 женщина), все поляки (по вероисповеданию — 14 римских католиков и 255 православных).
С 1939 года в составе БССР. С 15 января 1940 года в Городищенском районе Барановичской, с 8 января 1954 года Брестской области, с 25 декабря 1962 года в Барановичском районе. С конца июня 1941 года до июля 1944 года оккупирована немецко-фашистскими захватчиками.
До недавнего времени действовал магазин.

## Население
На 1 января 2023 года в деревне проживало 35 человек в 25 хозяйствах, в том числе 1 моложе трудоспособного возраста, 21 в трудоспособном возрасте и 13 старше трудоспособного возраста.
| Численность населения (по переписи) | Численность населения (по переписи) | Численность населения (по переписи) | Численность населения (по переписи) | Численность населения (по переписи) | Численность населения (по переписи) | Численность населения (по переписи) | Численность населения (по переписи) |
| 1897                                | 1909                                | 1921                                | 1939                                | 1970                                | 1999                                | 2009                                | 2019                                |
| ----------------------------------- | ----------------------------------- | ----------------------------------- | ----------------------------------- | ----------------------------------- | ----------------------------------- | ----------------------------------- | ----------------------------------- |
| 252                                 | ↗325                                | ↘269                                | ↘70                                 | ↗248                                | ↘95                                 | ↘42                                 | ↘34                                 |